# Tyske divisioner i 2. verdenskrig
Nedenstående oversigt over Tyske divisioner i 2. verdenskrig omfatter enheder som var aktive i den tyske hær, Luftwaffe og Kriegsmarine, under 2. verdenskrig.
Opgraderinger og reorganiseringer vises kun for at identificere de varierende navne på enheder, som grundlæggende var de samme.

## Navne elementer
GrenadierEn traditionel betegnelse for tungt infanteri
JägerEn traditionel betegnelse for let infanteri
GebirgsjägerDen traditionelle betegnelse for tropper til indsats i bjergene, ofte på ski.
LehrEn paradeenhed (Kan oversættes med "Lære").
Nummer"Number" (Se beskrivelse i afsnittet om nummererede infanteridivisioner nedenfor).
PanzerPanser. Oversættes med pansret eller kampvogn.
Sturm"Storm" eller "angreb"
Volks"folke"
zbVForkortelse for "zur besonderen Verwendung" – special eller til særlige formål
Volks, Sturm og Grenadier blev indimellem anvendt som moral-styrkende tillægsord, ofte uden betydning i forhold til enhedens sammensætning eller kapaciteter.

## Hæren

### Panzer divisioner

#### Nummererede
- 1. Panzer division
- 2. Panzer division
- 3. Panzer division
- 4. Panzer division
- 5. Panzer division
- 6. Panzer division (tidligere 1. lette division)
- 7. Panzer division (tidligere 2. lette division)
- 8. Panzer division (tidligere 3. lette division)
- 9. Panzer division (tidligere 4. lette division)
- 10. Panzer division
- 11. Panzer division
- 12. Panzer division (tidligere 2. motoriserede infanteridivision)
- 13. Panzer division (tidligere 13. infanteridivision)
- 14. Panzer division (tidligere 4. infanteridivision)
- 15. Panzer division (tidligere 33. infanteridivision)
- 16. Panzer division (tidligere 16. infanteridivision)
- 17. Panzer division (tidligere 27. infanteridivision)
- 18. Panzer division (senere 18. artilleridivision)
- 19. Panzer division (tidligere 19. infanteridivision)
- 20. Panzer division
- 21. Panzer division (tidligere 5. lette division)
- 22. Panzer division
- 23. Panzer division
- 24. Panzer division (tidligere 1. kavaleridivision)
- 25. Panzer division
- 26. Panzer division (tidligere 23. infanteridivision)
- 27. Panzer division
- 116. Panzer division (tidligere 16. infanteridivision, 16. motoriserede infanteridivision og 16. panzergrenadier division
- 155. Reserve Panzer division (tidligere 155. infanteridivision, 155. motoriserede division og 155 Panzer Division)
- 178. Reserve Panzer division (tidligere 178. infanteridivision)
- 232. Reserve Panzer division (tidligere Panzer Division Tatra)
- 233. Reserve Panzer division (tidligere 233. motoriserede infanteridivision, 233. pansergrenadier division. Senere Panzer Division Clausewitz)
- 273. Reserve Panzer division

#### Navngivne
- Panzer Division Clausewitz (tidligere 233. motoriserede division, 233. Panzergrenadier Division, 233. Panzer Division, 233. Reserve Panzer Division 233)
  - Döberitz, Schlesien og Holstein er nogenlunde synonyme med Clausewitz.
- Panzer Division Feldherrnhalle 1 (tidligere 60. infanteridivision, 60. motoriserede infanteridivision og Panzergrenadier Division Feldherrnhalle)
- Panzer Division Feldherrnhalle 2 (tidligere 13. infanteridivisoin, 13. motoriserede division og 13. Panzer Division)
- Panzer Division Jüterbog
- Panzer Division Kempf (delvis hær, delvis Waffen-SS)
- Panzer Division Kurmark
- Panzer-Lehr-Division (sommetider kaldet 130. Panzer-Lehr-Division)
- Panzer Division Müncheberg
- Panzer Division Tatra (senere Panzer Training Division Tatra, 232. Panzer Division)

### Lette divisioner
Betegnelsen "let" (leichte) havde forskellige betydninger i den tyske hær under 2. verdenskrig. Der var 5 lette divisioner, hvoraf de første fire inden krigen var mekaniserede divisioner til brug som mekaniseret kavaleri, mens den femte var en ad hoc samling af mekaniserede enheder, som i hast blev sendt til Afrika for at redde italienerne og samlet til en division, da de var nået frem. Alle fem divisioner blev senere omdannet til almindelige Panzer divisioner.
- 1. lette division (senere 6. Panzer division)
- 2. lette division (senere 7. Panzer division)
- 3. lette division (senere 8. Panzer division)
- 4. lette division (senere 9. Panzer division)
- 5. lette division (senere 21. Panzer division)

Forskellige andre divisioner fik betegnelsen "let" af andre grunde, og er opført blandt infanteridivisionerne.

### Infanteri divisioner

#### Typer af divisioner i serierne
Rygraden i den tyske hær var infanteridivisionen. Af de 154 divisioner, som blev indsat i angrebet mod Sovjetunionen i 1941, inklusiv reserver, var der 100 infanteri, 19 panzer, 11 motoriserede, 9 sikkerheds, 5 Waffen-SS, 4 lette, 4 bjerg, 1 SS politi og 1 kavaleridivision.
En typisk infanteridivision bestod i juni 1941 af 17.734 mand, som var organiseret i følgende underenheder::
- 3 infanteriregimenter med stabe og kommunikationsenheder
  - 3 bataljoner med:
    - 3 lette maskingeværkompagnier
    - 1 tungt maskingeværkompagni

  - 1 motoriseret panserværnskompagni
  - 1 artillerikompagni
  - 1 rekognosceringsenhed
- 1 panserjægerbataljon med
  - 3 kompagnier (hver med 12 3,7 cm panserværnskanoner)
- 1 artilleriregiment
  - 3 bataljoner
    - 3 batterier
- 1 pionerbataljon (ingeniørtropper)
- 1 kommunikationsenhed
- 1 felt erstatsningsbataljon
- forsyning, feltlæge, veterinær, post og politi

Tyske infanteridivisioner havde en række betegnelser og specialiteter selv om de var nummereret i en række. De vigtigste var følgende:
Fæstnings (Festung)Divisioner af ikke standardiseret organisation, som blev anvendt til bevogtning af vigtige steder. De mindre af dem kunne bestå af blot to eller tre bataljoner.
GrenadierEn moral-styrkende ærestitel, som i reglen betød reduceret størrelse, når den stod alene.
Let, JägerUdstyret dels med motoriseret og dels hestetrukken transport og i reglen let artilleri. Mindre end normale infanteridivisioner. Nogle af disse var grundlæggende som bjergdivisioner, og blev omtalt som Gebirgsjäger divisioner.
- Denne beskrivelse passe ikke på de lette divisioner i Afrika (5., 90., 164. og 999.) og heller ikke på de fem lette mekaniserede divisioner, som optræder i en egen undergruppe.

Motoriseret infanteriVar fuldt udstyret med motortransport til alle infanterister og våbensystemer. Som regel var de mindre end almindelige infanteridivisioner. Motoriserede infanteridivisioner blev omdøbt til Panzergrenadier (pansret infanteri) divisioner i 1943.
Division NummerEn slags stedfortræderdivision med et nummer og en stab, men med få om nogen kampenheder. Disse divisioner havde i starten ingen type i navnet (f.eks. Division Nr. 179), men nogle fik senere tilføjet en type (f.eks. Panzer Division Nr. 179).
PanzergrenadierSom motoriseret, men med flere selvkørende våben og tilføjet en bataljon kampvogne eller pansret stormartilleri. Det som motoriserede divisioner blev kaldt fra 1943 og frem.
Statiske (bodenständige)Uden køretøjer, selv til at trække eget artilleri. Mange af disse var divisioner, som var blevet stærkt beskadiget på Østfronten og sendt vestpå for at gøre tjeneste som garnisoner kystforsvaret indtil der var tilstrækkelige ressourcer til rådighed til at de kunne blive genopstillet.
VolksgrenadierEn reorganisering i slutningen af krigen, som mindskede størrelsen og forøgede nærkampstyrken. Mange tidligere ødelagte eller stærkt beskadigede infanteridivision blev genopstillet som Volksgrenadier divisioner, og der blev opstillet nye. Deres kampværdi svingede alt efter enhedens erfaring og udstyr. Må ikke forveksles med Volkssturm, der var en milits bestående af drenge og gamle mænd.
zbVEn ad hoc division, som blev opstillet til at dække et særligt behov. (F.eks. 90. lette infanteridivision – Division zbV Afrika)
Mange af de ovennævnte styrkereduktioner var på omkring 1/3. Den foregik enten ved at et infanteriregiment blev fjernet eller ved at der blev fjernet en infanteribataljon fra hver af de tre regimenter.
Infanteridivisioner blev opstillet i bølger, dvs. rækker af divisioner af standardiseret organisation og udstyr. I almindelighed var de senere følger (dvs. divisioner med højere nummer) af lavere kvalitet end de tidligere.

#### Nummererede divisioner

##### 1 til 99
- 1. Infanteridivision
- 2. Motoriserede infanteridivision (senere 12. Panzer division)
- 3. Motoriserede infanteridivision (senere 3. Panzergrenadier division)
- 4. Infanteridivision (senere 14. Panzer division)
- 5. Infanteridivision (senere 5. Jägerdivision)
  - Ingen tilknytning til 5. lette division
- 6. Infanteridivision (senere 6. Grenadier division, 6. Volksgrenadier division)
- 7. Infanteridivision
- 8. Infanteridivision (senere 8. Jäger division)
- 9. Infanteridivision (senere 9. Panzergrenadier division)
- 10. Infanteridivision (senere 10. motoriserede infanteridivision, 10. Panzergrenadier division)
- 11. Infanteridivision
- 12. Infanteridivision(senere 12. Volksgrenadier division)
- 13. Motoriserede infanteridivision (senere 13. Panzer division, Panzer Division Feldherrnhalle 2)
- 14. Infanteridivision (senere 14. motoriserede infanteridivision og derpå igen 14. infanteridivision)
- 15. Infanteridivision
- 15. Panzergrenadier division (tidligere 33. infanteridivision, 15. Panzer Division)
  - Uden forbindelse til 15. Infanteridivision
- 16. Motoriserede infanteridivision (senere delt i
  - 16 Panzer division (senere 16. panzergrenadier Division) og
  - 16 Motoriserede infanteridivision (senere 16. Panzergrenadier Division, 116. Panzer division)
- 16. Luftwaffe infanteridivision (senere 16 Volksgrenadier division)
  - Denne enhed var oprindelig i Luftwaffe som 16. Luftwaffe Feld Division
- 17. Infanteridivision
- 18. Infanteridivision (senere 18. Motoriserede infanteri division, 18. Panzergrenadier division)
- 18. Volksgrenadier Division
  - Uden forbindelse til 18. infanteridivision
- 19. Infanteridivision (senere 19. Panzer Division)
- 19. Grenadier Division (senere 19. Volksgrenadier Division)
  - Denne enhed var oprindelig i Luftwaffe som 19. Luftwaffe Feld Division (senere 19. Luftwaffe Sturm Division)
- 20. Motoriserede infanteridivision (senere 20. Panzergrenadier Division)
- 21. Infanteridivision
- 22. Infanteridivision (senere 22. Luftlande division, 22. Volksgrenadier Division)
- 23. Infanteridivision (senere 26. Panzer Division)
  - Efter at være blevet reorganiseret som 26. panserdivision blev nogle af 23. infanteridivisions oprindelige komponenter brugt til at skabe en ny 23. infanteridivision
- 24. Infanteridivision
- 24. Infanteridivision
- 25. Infanteridivision (senere 25. motoriserede infanteridivision, 25. Panzergrenadier Division)
- 26. Infanteridivision (senere 26. Volksgrenadier Division)
- 27. Infanteridivision (senere 17. Panzer Division)
- 28. Lette infanteridivision (senere 28. Jäger Division)
- 29. Motoriserede infanteridivision (senere 29. Panzergrenadier Division)
- 30. Infanteridivision
- 31. Infanteridivision (senere 31. Grenadier Division, 31. Volksgrenadier Division)
- 32. Infanteridivision
- 33. Infanteridivision (senere 15. Panzer Division, 15. Panzergrenadier Division)
- 34. Infanteridivision
- 35. Infanteridivision (senere 35. Volksgrenadier Division)
- 36. Infanteridivision (senere 36. Motoriserede infanteridivision, så igen 36. infanteridivision, derpå 36. Grenadier Division og endelig 36. Volksgrenadier Division)
- 38. Infanteridivision
- 39. Infanteridivision (senere 41.fæstningsdivision, 41. infanteridivision)
- 41. Infanteridivision (tidligere 39. infanteridivision, 41. fæstningsdivision
- 42. Jäger Division (tidligere 187. reservedivision)
- 44. Infanteridivision (senere 44. Reichsgrenadier Division Hoch und Deutschmeister)
- 45. Infanteridivision (senere 45. Grenadier Division, 45. Volksgrenadier Division)
- 46. Infanteridivision
- 47. Infanteridivision (tidligere Division Nr. 156, 156. Reserve Division; senere 47. Volksgrenadier Division)
- 48. Infanteridivision (senere 48. Volksgrenadier Division)
- 49. Infanteridivision
- 50. Infanteridivision
- 52. Infanteridivision (senere 52. felttræningsdivision, 52. sikkerhedsdivision)
- 56. Infanteridivision
- 57. Infanteridivision
- 58. Infanteridivision
- 59. Infanteridivision
- 60. Infanteridivision (senere 60. Motoriserede infanteridivision, Panzergrenadier Division Feldherrnhalle, Panzer Division Feldherrnhalle 1
- 61. Infanteridivision (senere 61. Volksgrenadier Division)
- 62. Infanteridivision (senere 62. Volksgrenadier Division)
- 64. Infanteridivision
- 65. Infanteridivision
- 68. Infanteridivision
- 69. Infanteridivision
- 70. Statiske infanteridivision
- 71. Infanteridivision
- 72. Infanteridivision
- 73. Infanteridivision
- 75. Infanteridivision
- 76. Infanteridivision
- 77. Infanteridivision
- 78. Infanteridivision (senere 78. Sturm Division, 78. Grenadier Division, 78. Volksgrenadier Division og endelig 78. Volks-Sturm Division)
- 79. Infanteridivision (senere 79. Volksgrenadier Division)
- 80. Infanteridivision
- 81. Infanteridivision
- 82. Infanteridivision
- 83. Infanteridivision
- 84. Infanteridivision
- 85. Infanteridivision
- 86. Infanteridivision
- 87. Infanteridivision
- 88. Infanteridivision
- 89. Infanteridivision
- 90. Lette infanteridivision (tidligere Division zbV Afrika; senere 90. lette Afrika Division, 90. Panzergrenadier Division)
- 91. Infanteridivision
- 92. Infanteridivision
- 93. Infanteridivision
- 94. Infanteridivision
- 95. Infanteridivision (senere 95. Volksgrenadier Division)
- 96. Infanteridivision
- 97. Lette infanteridivision (senere 97. Jäger division)
- 98. Infanteridivision
- 99. Lette infanteridivision (senere 7. bjergdivision)

##### 100 to 199
- 100. Lette infanteridivision (senere 100. Jäger Division)
- 101. Lette infanteridivision (senere 101. Jäger Division)
- 102. Infanteridivision
- 104. Jäger Division
- 106. Infanteridivision
- 110. Infanteridivision
- 114. Jäger Division
- 117. Jäger Division
- 118. Jäger Division
- 121. Infanteridivision
- 122. Infanteridivision
- 126. Infanteridivision
- 133. Fæstningsdivision
- 140. Division zbV (også 9. bjergdivision)
- 141. Reservedivision
- 143. Reservedivision
- 147. Reservedivision
- 148. Reservedivision
- 149. Felttræningsdivision
- 150. Felttræningsdivision
- Division nr. 151 (senere 151. Reservedivision)
- Division nr. 152
- Division nr. 153 (senere 153. Reservedivision, 153. Felttræningsdivision, 153. Grenadier division)
- Division nr. 154 (senere 154. Reservedivision, 154. Felttræningsdivision, 154. Grenadier division)
- Division nr. 155 (senere division nr. 155. (motoriseret), Panzer division nr. 155, 155. Reserve Panzer division
- 155. Felt træningsdivision (senere 155. infanteridivision)
  - Uden forbindelse til Division nr. 155
- Division nr. 156. (senere 156. Reservedivision, 47. infanteridivision, 47. Volksgrenadier division)
- 156. Felterstatsningsdivision (senere 156. infanteridivision)
- Division Nr. 157 (senere 157. reservedivision, 157. bjergdivision, 8. bjergdivision)
- Division Nr. 158 (senere 158. reservedivision)
- Division Nr. 159 (senere 159. reservedivision, 159. infanteridivision)
- Division Nr. 160 (senere 160. reservedivision, 160. infanteridivision)
- 162. Infanteridivision (senere 162. tyrkiske division, med udenlandske tropper)
- 163. infanteridivision
- 164. infanteridivision (senere fæstningsdivision Kreta, som blev delt i
  - Fæstningsbrigade Kreta
  - 164. lette Afrika Division)
- 165. Reservedivision
- 166. Reservedivision
- 167. Volksgrenadier Division
- 169. Infanteridivision
- 170. Infanteridivision
- 171. Reservedivision
- 172. Reservedivision
- 173. Reservedivision
- 174. Reservedivision
- 181. Infanteridivision
- 182. Reservedivision
- 183. Volksgrenadier Division
- 187. Reservedivision (senere 42. Jägerdivision)
- Division Nr. 188 (senere 188. Reserve bjergdivision, 188. bjergdivision)
- 189. Reservedivision
- 191. Reservedivision
- 196. Infanteridivision
- 197. Infanteridivision
- 198. Infanteridivision
- 188. Infanteridivision

##### 201 til 999
- 201. Sikkerhedsdivision
- 203. Sikkerhedsdivision
- 205. Infanteridivision (Tidligere 14. Landwehr division)
- 206. Infanteridivision
- 207. Infanteridivision (senere 207. Sikkerhedsdivision)
- 208. Infanteridivision
- 210. Kystforsvarsdivision
- 211. Volksgrenadier Division
- 212. Infanteridivision (senere 578 Volksgrenadier division, derpå omdøbt til 212. Volksgrenadier division)
- 213. Sikkerhedsdivision
- 214. Infanteridivision
- 216. Infanteridivision
- 217. Infanteridivision
- 218. Infanteridivision
- 221. Sikkerhedsdivision
- 227. Infanteridivision
- 228. Infanteridivision
- 230. Kystforsvarsdivision
- 233. Panzergrenadier Division
- 242. Statiske infanteridivision
- 243. Statiske infanteridivision
- 246. Volksgrenadier Division
- 250. Infanteridivision (División Azul, den spanske "Blå" Division i tysk tjeneste)
- 256. Infanteridivision
- 256. Infanteridivision
- 258. Infanteridivision
- 268. Infanteridivision
- 269. Infanteridivision
- 270. Fæstningsinfanteridivision
- 271. Volksgrenadier Division
- 272. Volksgrenadier Division
- 274. Statiske infanteridivision
- 275. Infanteridivision
- 276. Volksgrenadier Division
- 277. Infanteridivision (senere 277. Volksgrenadier division)
- 278. Infanteridivision
- 280. Fæstningsinfanteridivision
- 281. Sikkerhedsdivision
- 285. Sikkerhedsdivision
- 286. Sikkerhedsdivision
- 291. Infanteridivision
- 295. Infanteridivision (senere 295. fæstningsinfanteridivision)
- 297. Infanteridivision
- 300. Special Infanteridivision
- 302. Statiske infanteridivision (senere 302. infanteridivision)
- 305. Infanteridivision
- 319. Statiske infanteridivision
- 320. Infanteridivision (senere 320. Volksgrenadier division)
- 325. Sikkerhedsdivision
- 326. Infanteridivision (senere 326. Volksgrenadier division)
- 331. Infanteridivision
- 332. Statiske infanteridivision (senere 332. Infanteridivision)
- 334. Infanteridivision
- 337. Volksgrenadier division
- 338. Infanteridivision
- 340. Volksgrenadier division
- 344. Statiske infanteridivision (senere 344. Infanteridivision)
- 345. Motoriserede infanteridivision
- 346. Infanteridivision
- 347. Volksgrenadier division
- 349. Volksgrenadier division
- 352. Infanteridivision (senere 352. Volksgrenadier division)
- 361. Volksgrenadier division
- 362. Infanteridivision
- 363. Volksgrenadier division
- 371. Infanteridivision
- 376. Infanteridivision
- 381. Felttræningsdivision
- 382. Felttræningsdivision
- 384. Infanteridivision
- 385. Infanteridivision
- 386. Motoriseret infanteridivision
- 388. Felttræningsdivision
- 389. Infanteridivision
- 390. Felttræningsdivision
- 390. Sikkerhedsdivision
- 391. Sikkerhedsdivision
- 391. Felttrænings division
- 392. Infanteridivision

- 402. Træningsdivision
- 403. Sikkerhedsdivision
- 444. Sikkerhedsdivision
- 454. Sikkerhedsdivision
- 462. Volksgrenadier division
- 526. Reservedivision
- 541. Grenadier division (senere 541. Volksgrenadier division)
- 542. Grenadier division (senere 542. Volksgrenadier division)
- 543. Grenadier division (senere 543. Volksgrenadier division)
- 544. Grenadier division (senere 544. Volksgrenadier division)
- 545. Grenadier division (senere 545. Volksgrenadier division)
- 546. Grenadier division
- 547. Grenadier division (senere 547. Volksgrenadier division)
- 548. Grenadier division (senere 548. Volksgrenadier division)
- 549. Grenadier division (senere 549. Volksgrenadier division)
- 550. Grenadier division
- 551. Grenadier division (senere 551. Volksgrenadier division)
- 552. Grenadier division (senere 552. Volksgrenadier division)
- 553. Grenadier division (senere 553. Volksgrenadier division)
- 558. Grenadier division (senere 558. Volksgrenadier division)
- 559. Grenadier division (senere 559. Volksgrenadier division)
- 560. Grenadier division (senere 560. Volksgrenadier division)
- 561. Grenadier division Ostpreussen 1 (senere 561. Volksgrenadier division)
- 562. Grenadier division Ostpreussen 2 (senere 562. Volksgrenadier division)
- 563. Grenadier division (senere 563. Volksgrenadier division)
- 564. Grenadier division (senere 564. Volksgrenadier division)
- 565. Volksgrenadier Division
- 566. Volksgrenadier Division
- 567. Volksgrenadier Division
- 568. Volksgrenadier Division
- 569. Volksgrenadier Division
- 570. Volksgrenadier Division
- 571. Volksgrenadier Division
- 572. Volksgrenadier Division
- 573. Volksgrenadier Division
- 574. Volksgrenadier Division
- 575. Volksgrenadier Division
- 576. Volksgrenadier Division
- 577. Volksgrenadier Division
- 578. Volksgrenadier Division (tidligere 212. infanteridivision, senere 212. Volksgrenadier division)
- 579. Volksgrenadier Division
- 581. Volksgrenadier Division
- 582. Volksgrenadier Division
- 583. Volksgrenadier Division
- 584. Volksgrenadier Division
- 585. Volksgrenadier Division
- 586. Volksgrenadier Division
- 587. Volksgrenadier Division
- 588. Volksgrenadier Division
- 702. Statiske infanteridivision
- 708. Statiske infanteridivision (senere 708. kystforsvarsdivision, 708. Volksgrenadier division)
- 709. Statiske infanteridivision
- 710. Statiske infanteridivision
- 715. Infanteridivision
- 716. Statiske infanteridivision
- 719. Infanteridivision
- Division Nr. 805
- 999. Lette Afrika Division

#### Navngivne divisioner
- Führer Begleit Division. Eskorte bataljon, som blev formeret til at beskytte Hitlers hovedkvarter på Østfronten.
- Führer Grenadier Division
- Panzergrenadier Division Brandenburg
- Panzergrenadier Division Feldherrnhalle (tidligere 60. infanteridivision, 60. motoriserede infanteridivision. Senere Panzer Division Feldherrnhalle 1)
- Panzergrenadier Division Großdeutschland
- Grenadier Division Lehr
  - Ingen forbindelse til Panzer Lehr.
- Jäger Division Alpen
- Division von Broich/von Manteuffel Tunesien november 1942 – maj 1943

### Bjergdivisioner
1. Bjergdivision (senere 1. Volksgebirgs Division)
2. Bjergdivision
3. Bjergdivision
4. Bjergdivision
5. Bjergdivision
6. Bjergdivision
7. Bjergdivision (tidligere 99. lette infanteridivision)
8. Bjergdivision (tidligere division nr. 157, 157. reservedivision, 157. bjergdivision
9. Bjergdivision (tidligere skyggedivision Steiermark og Division zbV 140)
188. Reserve bjergdivision (tidligere Division Nr. 188)

### Ski division
- 1. Ski Division

### Kavaleridivisioner
Ifølge Davies var kavaleri divisionerne beredent infanteri, og kosak divisionerne var ægte kavaleri modelleret efter de russiske kavaleridivisioner.
- 1. Kavaleri division (senere 24. panzer division)
- 3. Kavaleri division
- 4. Kavaleri division
- Kosak kavaleridivisionen (Denne enhed blev overført til Waffen-SS, hvor en blev delt i 1. og 2. kosak kavaleridivision som en del af 15. DD kosak kavalerikorps.)

### Landwehr divisioner
- 14. Landwehr division (senere 205. infanteridivision)
- 97. Landwehr division

### Artilleridivisioner
- 18. artilleridivision (tidligere 18. panzer division)
- 309. artilleridivision
- 310. artilleridivision
- 311. artilleridivision
- 312. artilleridivision

### Navngivne fæstningsdivisioner
- Fæstningsdivision Danzig
- Fæstningsdivision Frankfurt/Oder
- Fæstningsdivision Gotenhafen
- Fæstningsdivision Kreta (tidligere 164. infanteridivision; senere 164. lette Afrika Division)
- Fæstningsdivision Stettin
- Fæstningsdivision Swinemünde
- Fæstningsdivision Warschau

### Navngivne træningsdivisioner
- Træningsdivision Bayern
- Træningsdivision Kurland
- Træningsdivision Nord

### Felterstatsningsdivisioner
- Felterstatningsdivision A
- Felterstatningsdivision B
- Felterstatningsdivision C
- Felterstatningsdivision D
- Felterstatningsdivision E
- Felterstatningsdivision F

## Marinen

### Marineinfanteridivisioner
- 1. Marineinfanteridivision
- 2. Marineinfanteridivision
- 3. Marineinfanteridivision
- 11. Marineinfanteridivision
- 16. Marineinfanteridivision
- Marineinfanteridivision Gotenhafen

## Luftvåbenet

### Hermann Göring divisioner
Hermann Göring enhederne voksede frem fra en enkelt politienhed til et helt pansret korps i løbet af krigen. Den senere tilføjelse Fallschirm ("faldskærm") var rent honorær.
- Hermann Göring divisionen (senere Panzer Division Hermann Göring, Faldskærms Panzer Division 1 Hermann Göring)
- Faldskærms Panzergrenadier Division 2 Hermann Göring

### Luftbårne divisioner
For at holde dens eksistens hemmelig blev den første tyske luftbårne divisionbetegnet som en Flieger ("flyver") division i rækken af Luftwaffe divisioner, der styrede enheder i luften frem for tropper på jorden. Den fik navnet 7. Flieger Division. Divisionen blev senere reorganiseret som starten på en serie af nominelt luftbårne tropper. Selv om de havde betegnelsen Fallschirmjäger ("faldskærmsjæger") divisioner, blev de fleste ikke trænet i luftlandsætning, og i praksis fungerede de fleste som almindeligt infanteri i hele deres levetid. De lavt nummererede enheder opnåede og fastholdt en elitestatus, men kvaliteten var generelt lavere i de højere nummererede divisioner.
- 1. Faldskærmsdivision (april 1943 bliver 7. Flieger til 1. Fallschirmjäger)
- 2. Faldskærmsdivision
- 3. Faldskærmsdivision
- 4. Faldskærmsdivision
- 5. Faldskærmsdivision
- 6. Faldskærmsdivision
- 7. Faldskærmsdivision (tidligere Gruppe Erdmann, en ad hoc samling af Luftwaffe enheder på Vestfronten)
- 8. Faldskærmsdivision
- 9. Faldskærmsdivision
- 10. Faldskærmsdivision
- 11. Faldskærmsdivision (formering indledt i marts 1945. Kæmpede kun som kampgruppe)
- 20. Faldskærmsdivision (formering beordret 20. marts 1945 i det nordlige Holland fra faldskærmstrænings- og erstatsningsdivisionen. Formeringen nåede aldrig ud over kadrestadiet)
- 21. Faldskærmsdivision (formering beordret 5. april 1945 i det nordlige Holland som en felttræningsdivision. Formeringen nåede aldrig ud over kadrestadiet.)

### Feltdivisioner
Luftwaffes feltdivisioner var almindelige infanteridivisioner, der blev opstillet med personel fra Luftwaffe, som blev frigjort midt i krigen på grund af manglen på personel. De var oprindelig Luftwaffe enheder, men blev senere overdraget til hæren. De beholdt deres betegnelse fra Luftwaffe for at adskille dem fra enheder med tilsvarende numre, som allerede eksisterede i hæren.
- 1. Luftwaffe feltdivision
- 2. Luftwaffe feltdivision
- 3. Luftwaffe feltdivision
- 4. Luftwaffe feltdivision
- 5. Luftwaffe feltdivision
- 6. Luftwaffe feltdivision
- 7. Luftwaffe feltdivision
- 8. Luftwaffe feltdivision
- 9. Luftwaffe feltdivision
- 10. Luftwaffe feltdivision
- 11. Luftwaffe feltdivision
- 12. Luftwaffe feltdivision
- 13. Luftwaffe feltdivision
- 14. Luftwaffe feltdivision
- 15. Luftwaffe feltdivision
- 16. Luftwaffe feltdivision
  - Til sidst overført til hæren som 16. Luftwaffe infanteridivision (senere 16. Volksgrenadier Division)
- 17. Luftwaffe feltdivision
- 18. Luftwaffe feltdivision
- 19. Luftwaffe feltdivision (senere 19. Luftwaffe Sturm Division)
  - Til sidst overført til hæren som 19. Grenadierdivision (senere 19. Volksgrenadier Division)
- 20. Luftwaffe feltdivision (senere 20. Luftwaffe Sturm Division)
- 21. Luftwaffe feltdivision (tidligere Meindl Division, en ad hoc samling af Luftwaffe enheder)
- 22. Luftwaffe feltdivision (ikke egentlig formeret, men dens underenheder blev knyttet til andre divisioner efter behov)

### Træningsdivisioner
- 1. Luftwaffe træningsdivision
- Faldskærmstrænings og erstatsningsdivision – se 20. faldskærmsdivision

### Antiluftskytsdivisioner
Disse var hovedkvarterer til styring af grupper af flak (anti-luftskyts) kanoner og ikke sædvanlige divisioner med blandede våben til kamp på landjorden.
| - 1. Antiluftskytsdivision - 2. Antiluftskytsdivision - 3. Antiluftskytsdivision - 4. Antiluftskytsdivision - 5. Antiluftskytsdivision - 6. Antiluftskytsdivision - 7. Antiluftskytsdivision - 8. Antiluftskytsdivision - 9. Antiluftskytsdivision (mistet fuldstændig under slaget om Stalingrad) - 10. Antiluftskytsdivision - 11. Antiluftskytsdivision - 12. Antiluftskytsdivision - 13. Antiluftskytsdivision - 14. Antiluftskytsdivision - 15. Antiluftskytsdivision - 16. Antiluftskytsdivision - 17. Antiluftskytsdivision - 18. Antiluftskytsdivision - 19. Antiluftskytsdivision - 20. Antiluftskytsdivision - 21. Antiluftskytsdivision - 22. Antiluftskytsdivision - 23. Antiluftskytsdivision - 24. Antiluftskytsdivision - 25. Antiluftskytsdivision - 26. Antiluftskytsdivision - 27. Antiluftskytsdivision - 28. Antiluftskytsdivision - 29. Antiluftskytsdivision - 30. Antiluftskytsdivision - 31. Antiluftskytsdivision |

## Waffen-SS divisioner
Alle slags divisioner i Waffen-SS blev nummereret i en enkelt serie op til nr. 38 uanset type. De som var markeret med en nationalitet var – i hvert fald nominelt – rekrutteret fra disse nationaliteter. Mange af enhederne med høje numre var små kampgrupper, dvs. kun divisioner af navn.
Des fandtes også Panzer Division Kempf, en midlertidig enhed som var en blanding af Heer og Waffen-SS enheder.

## Yderligere læsning
- Database over tyske enheder på axishistory.com
- feldgrau.com – Forskning vedrørende tyske væbnede styrker 1918-1945 Arkiveret 18. april 2012 hos  Wayback Machine
- lexikon-der-wehrmacht.de (tysk)
- Axis History Factbook – Waffen-SS
- Feldgrau Waffen-SS hjemmeside Arkiveret 3. juli 2009 hos  Wayback Machine